# 柱狀節理

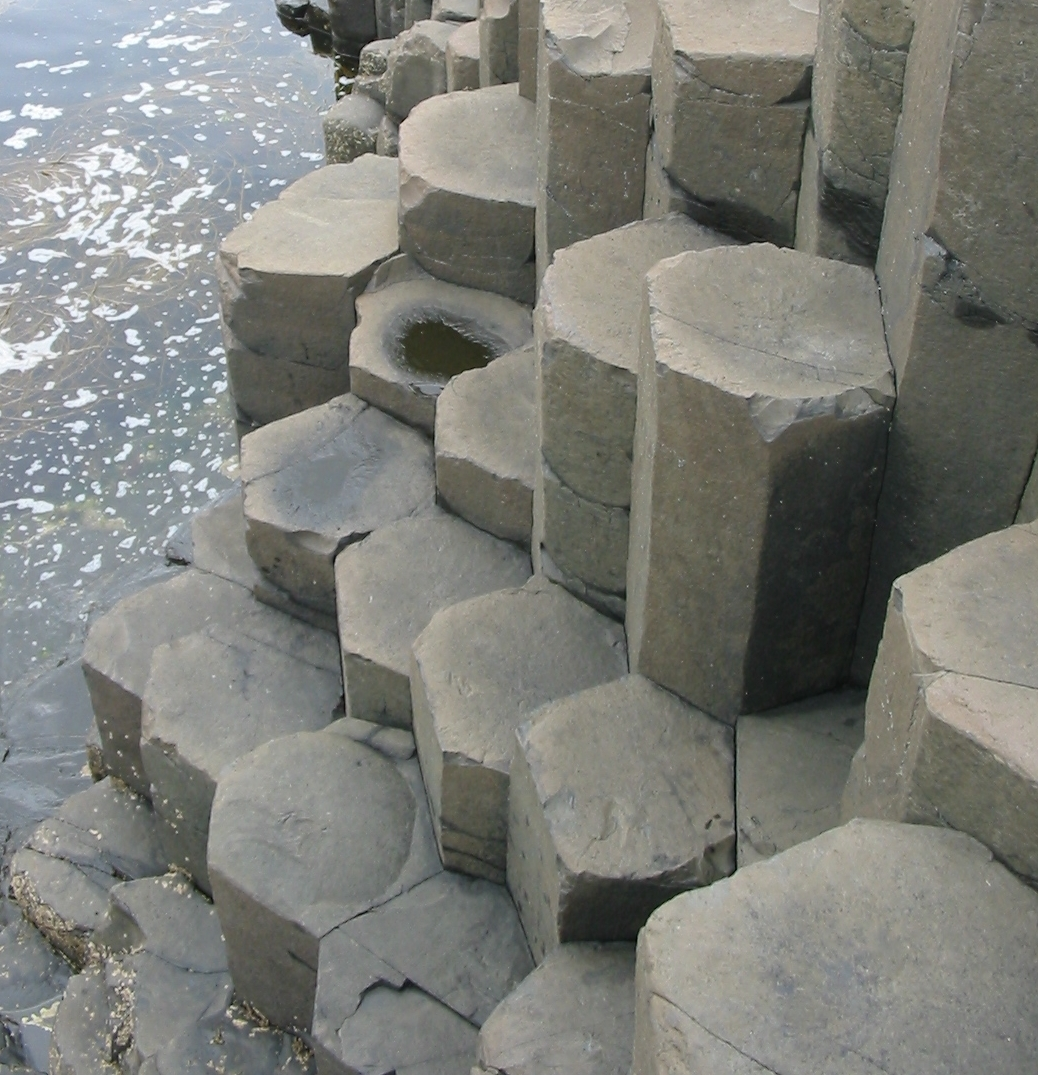
在北愛爾蘭巨人堤道的柱狀節理結構

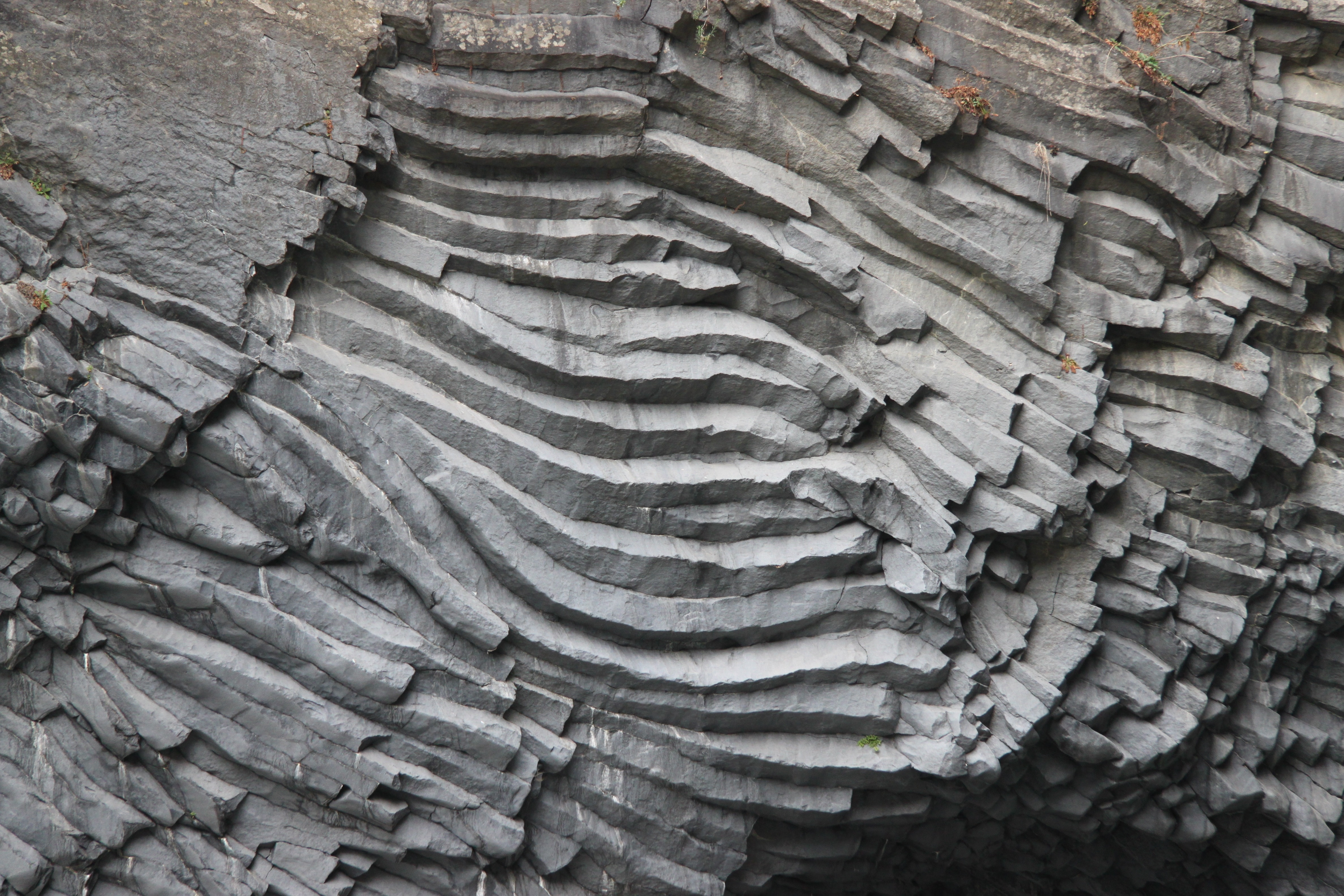
柱狀節理, 地點： Alcantara Gorge, Sicily

柱狀節理（英語：Columnar jointing）是一種地質結構，由一組緊密相交的的節理面，而形成的有規則的多邊形棱柱或柱陣列。最常見的柱狀節理是在火成岩，是由於火成岩冷卻和收縮而形成的。在淺成火成岩偶爾也有柱狀節理， 例如熔岩流及凝灰岩都有。 沉積岩被熱岩漿加熱，也可能造成柱狀節理， 但很少。
柱子的直徑從 3 米到幾厘米不等，最高可達 30 米。 它們通常是平行且筆直的，但也可以是彎曲的並且直徑不同。 一系列規則的、筆直的和較大直徑的柱子稱為柱廊； 一個不規則的、不那麼直的、直徑更小的陣列被稱為一個柱狀結構。柱子的邊數可以從 3 到 8 不等，其中 6 邊是最常見的。

## 實例

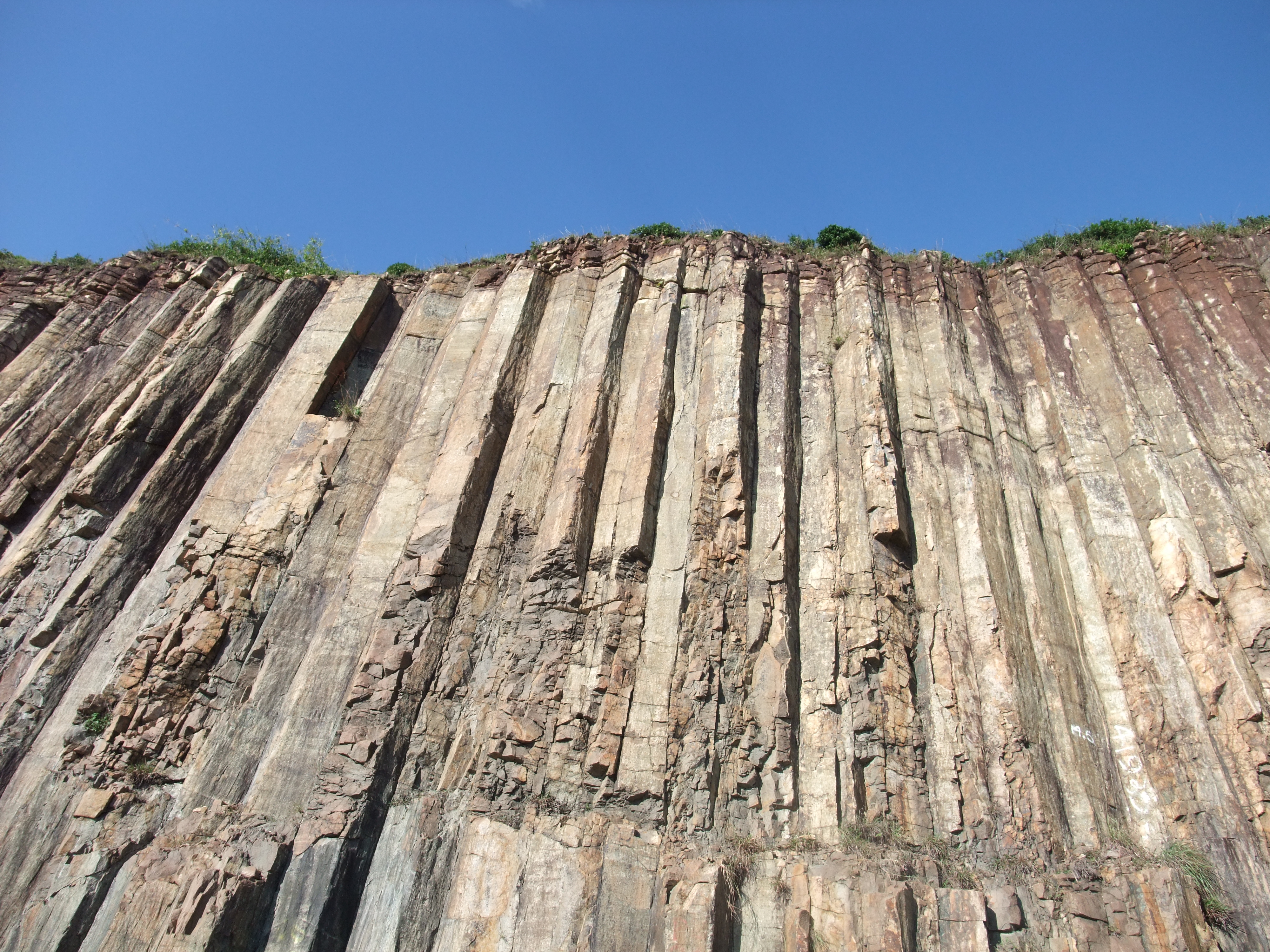
六角形火山灰，地點：East Dam, High Island Reservoir

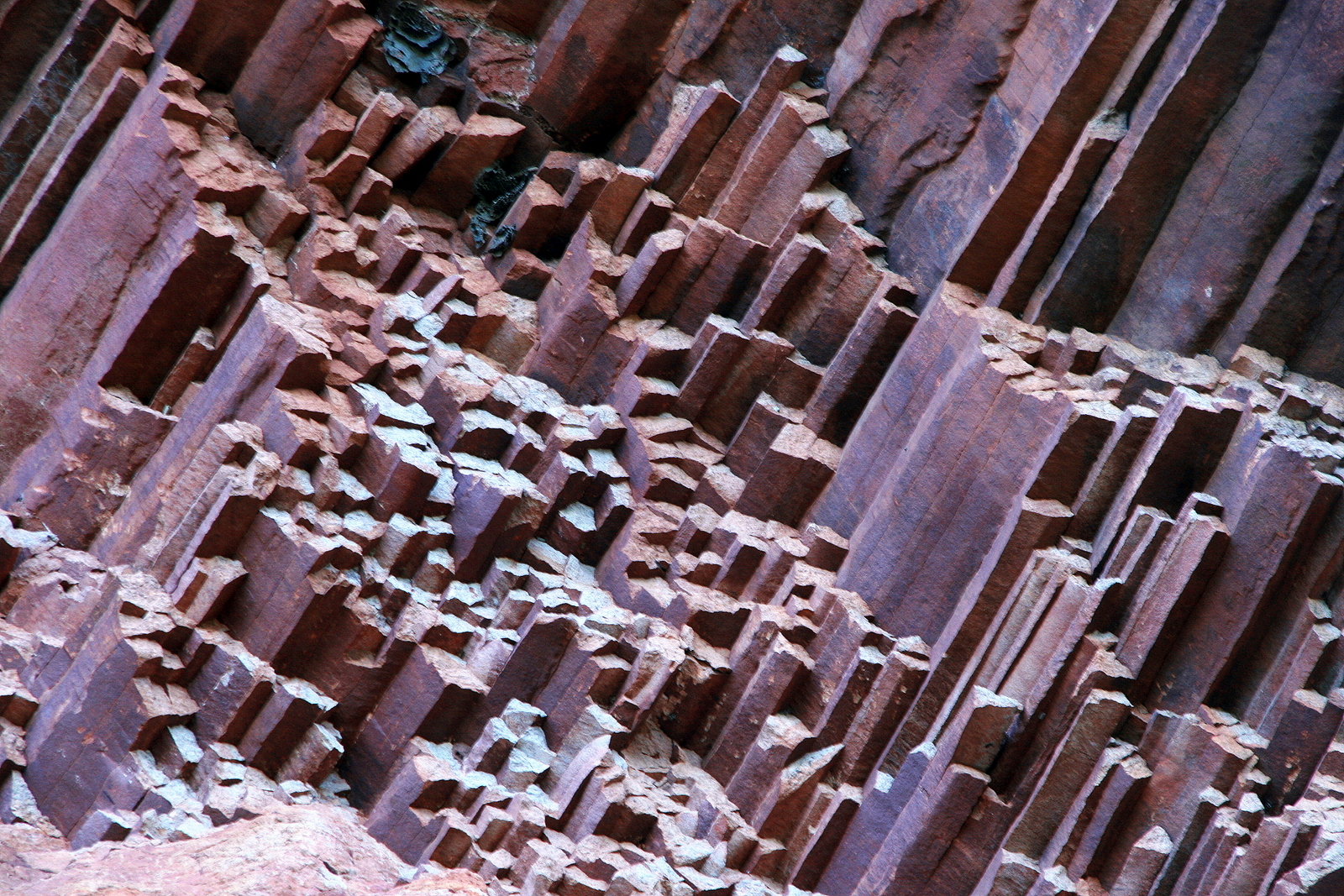
砂岩的柱狀節理, 地點：Cerro Koi, Paraguay

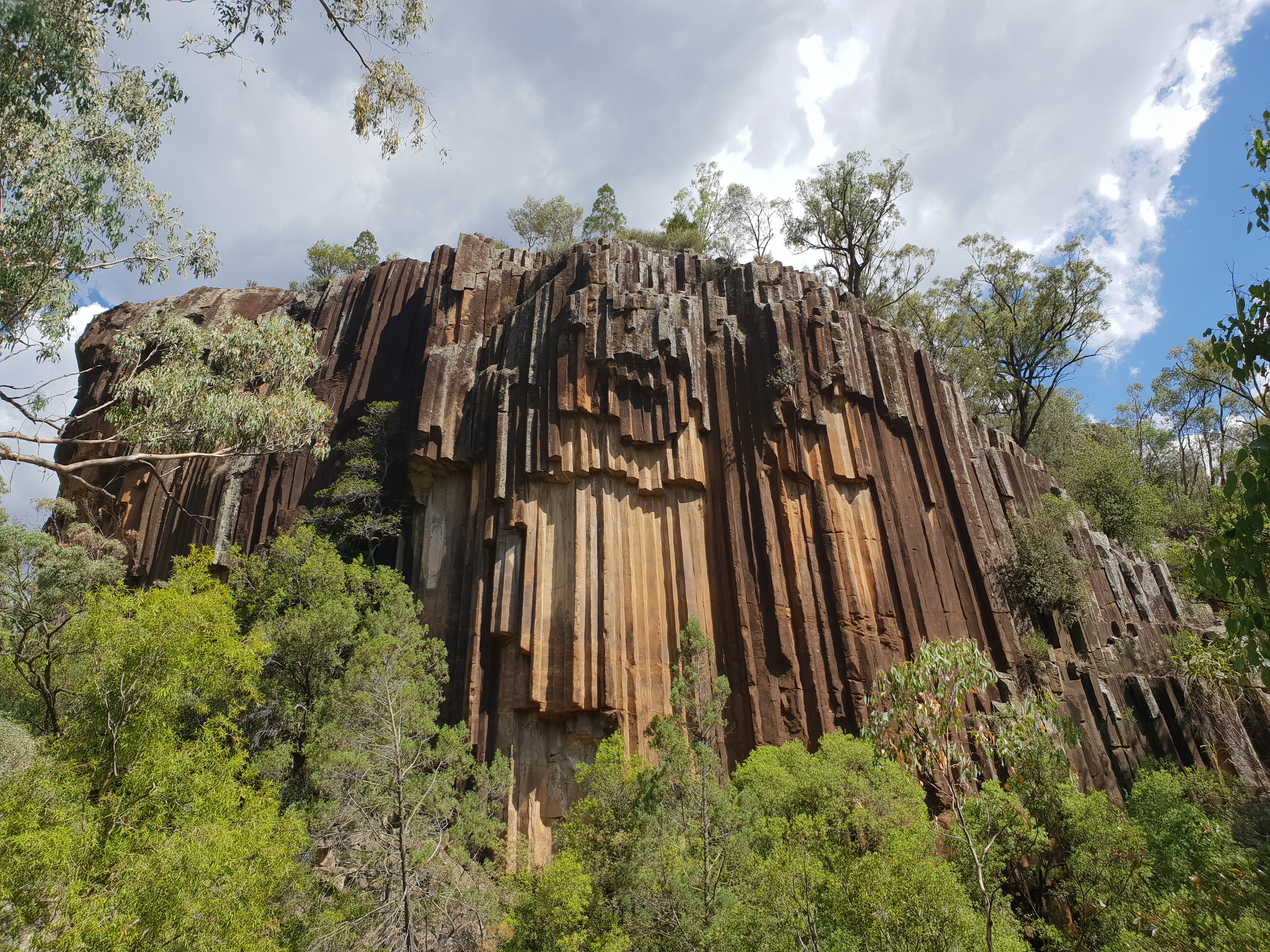
柱狀節理，地點：Sawn Rocks

著名的柱狀節理在美國有懷俄明州的魔鬼塔、加利福尼亞州的魔鬼柱樁和俄勒岡州、華盛頓州和愛達荷州的哥倫比亞河的汎濫玄武岩。 其他著名的地方包括北愛爾蘭的巨人堤道和蘇格蘭斯塔法島上的芬格爾洞穴。

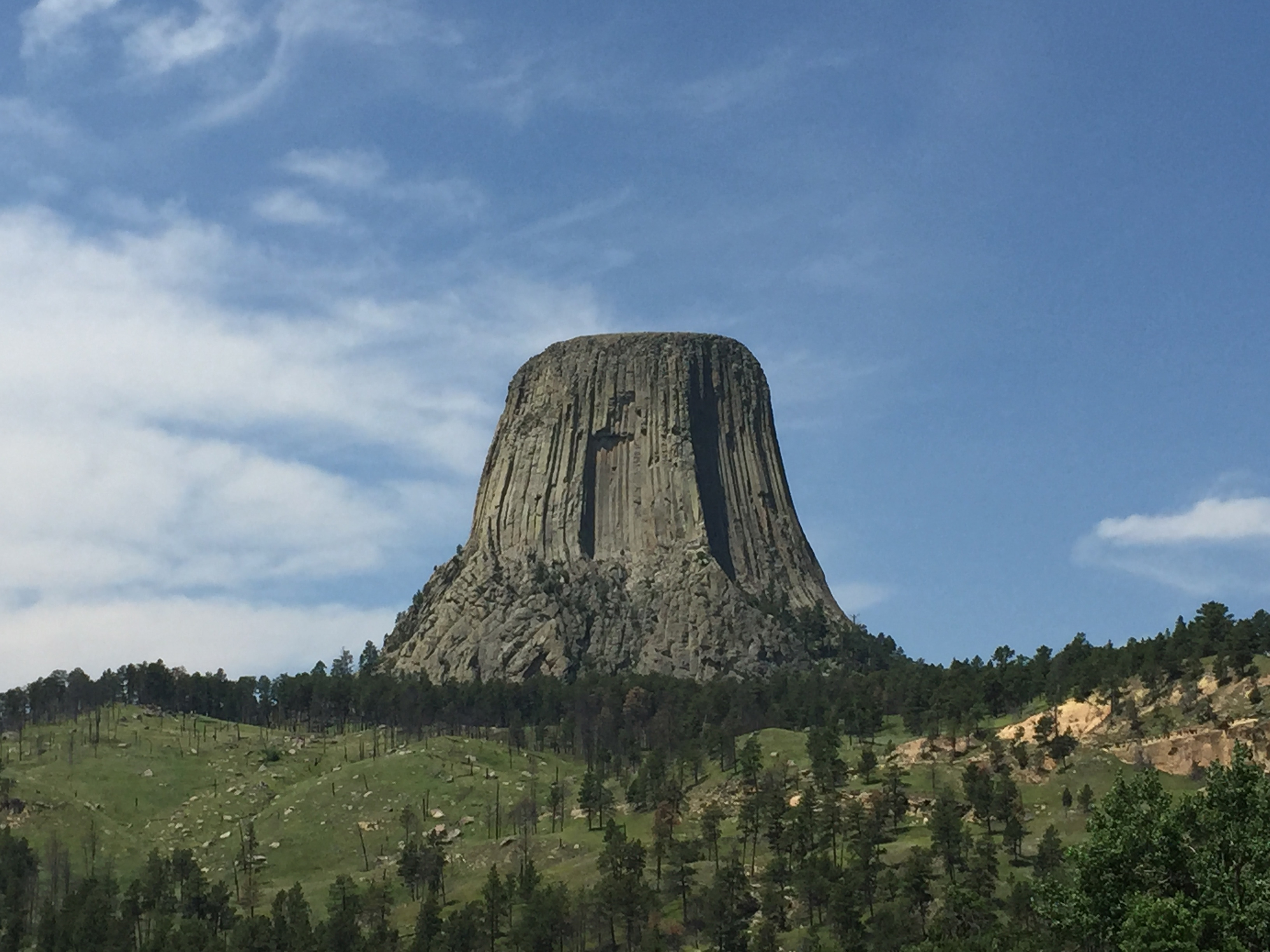
由被侵蝕的岩蓋造成的魔鬼塔
地點：Black Hills National Forest，Wyoming

### 惡魔塔
美國懷俄明州的魔鬼塔大約有 4000 萬年的歷史，高 382 米（1,253 英尺）。 [1] 地質學家一致認為，形成惡魔塔的岩石是由一次岩漿入侵而形成的，但這次岩漿入侵是否曾到達地表， 則未定。柱狀節理大多數列是 6 面躰，但也有 4、5 和 7 面躰。

### 巨人堤道（Giant's Causeway）
位於北愛爾蘭北安特里姆海岸。該堤道由 6000 萬年前的火山活動形成，由 40,000 多根柱子組成。根據傳說，是巨人 Finn McCool 所建立通往蘇格蘭的堤道。

### 層雲峽
是日本北海道上川鎮的一部分，柱狀節理分佈長24 公里，這是 30,000 年前大雪山火山群噴發造成的。

### 德干地堦
印度晚白堊世德干地堦是地球上最大的火山區之一，在卡納塔克邦（Karnataka）的聖瑪麗島（St. Mary's Island）可以看到柱狀節理。

### 香港西貢水庫
柱狀岩形成於白堊紀，香港西貢水庫及附近島嶼周圍。具有白堊紀柱狀節理岩石，這些岩石屬長英質凝灰岩，非鎂鐵質。

### Makhtesh Ramon
以色列內蓋夫沙漠 （Makhtesh Ramon makhtesh）境内的 HaMinsara，有柱狀節理砂岩。

### 巴拉圭大亞松森地區
巴拉圭大亞松森地區，有幾個砂岩具有柱狀節理。 最著名的是阿雷瓜的 Cerro Kõi，也有幾個在盧克（Luque）採石場。

### 火星
火星勘測軌道飛行器 (MRO) 攜帶的高分辨率成像科學實驗 (HiRISE) 相機在火星上多次發現了柱狀節理。

### 鋸岩(Sawn Rocks)
鋸岩(Sawn Rocks)位於澳大利亞,新南威爾士州,納拉布里附近的卡普塔山國家公園內，柱狀節理地表上高 30 米，地表下 深40 米。

### 棱柱狀玄武岩
位於墨西哥Hidalgo.州，Huasca de Ocampo的棱柱狀玄武岩， 是首次由亞歷山大•馮•洪堡記錄的。